# 2220 Гікс
2220 Гікс (2220 Hicks) — астероїд головного поясу, відкритий 4 листопада 1975 року.
Тіссеранів параметр щодо Юпітера — 3,185.